# Silbergrauer Erdbohrer

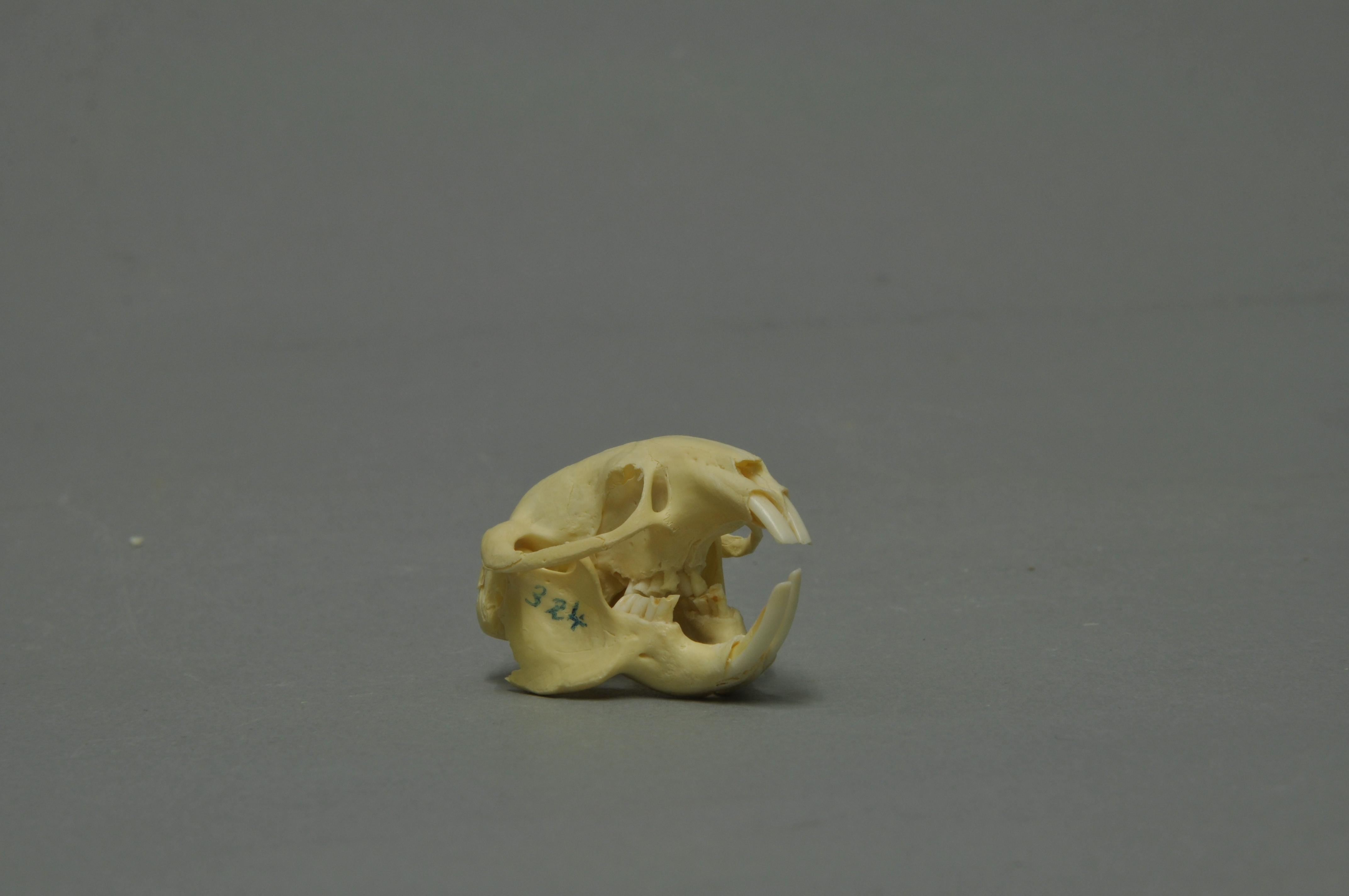
Schädel mit den großen Nagezähnen

Der Silbergraue Erdbohrer (Heliophobius argenteocinereus) oder Silbermull ist die einzige Art aus der Nagetier-Gattung der Erdbohrer (Heliophobius) innerhalb der Familie der Sandgräber (Bathyergidae). Es handelt sich dabei um Nager, die vor allem an die unterirdische und grabende Lebensweise angepasst sind.

## Merkmale
Der  Silbergraue Erdbohrer ist wie seine nahen Verwandten, die Graumulle und der Nacktmull, an eine grabende Lebensweise angepasst. Dementsprechend besitzt er ein sehr kurzes, silbergraues Fell, und seine Ohren und der Schwanz sind sehr stark zurückgebildet. Die Augen sind ebenfalls sehr klein. Auffällig sind die großen Nagezähne, die als Grabwerkzeug eingesetzt werden.
Dieses Nagetier erreicht eine Kopf-Rumpf-Länge von 10 bis 20 cm und ein Gewicht von etwa 160 Gramm. Der 1,5 bis 4 cm lange Schwanz ist von steifen Haarfransen bedeckt.

## Verbreitung und Lebensraum
Der Silbergraue Erdbohrer lebt in den Steppen- und Waldregionen in Ostafrika. Das Verbreitungsgebiet reicht von Kenia über Tansania und Malawi bis zum Sambesi in Mosambik. Im Westen erreicht die Art die südöstliche Demokratische Republik Kongo und das zentrale Sambia. Sie bevorzugt trockene und sandige Böden.

## Lebensweise
Anders als die in Kolonien lebenden Nacktmulle und Graumulle ist der Erdbohrer ein Einzelgänger, der sein Tunnelsystem in trockene und weiche Böden gräbt. Innerhalb der Gänge orientieren sich die Tiere offensichtlich mit Hilfe des Erdmagnetfeldes, der Aufbau der Höhlen ändert sich saisonal. Der Bau besteht aus einem etwa 47 Meter langen Haupttunnel, einer Wohnkammer und vielen Verzweigungen. Die Kammer hat einen Durchmesser von 8 bis 10 cm und liegt etwa 30 cm unter der Erdoberfläche. Für Nahrungsvorräte und Fäkalien gibt es separate Plätze im Tunnelsystem. Erdbohrer ernähren sich von Wurzelknollen, die sie beim Graben finden.
Auf dem Nyika-Plateau leben die Tiere sympatrisch mit den in Kolonien lebenden Malawi-Graumullen (Fukomys whytei), wobei die Erdbohrer in den weicheren Böden der höher gelegenen afromontanen Grasflächen und die Graumulle in den härteren Böden der niedriger liegenden Baumsavannen des Miombo-Typs vorkommt. Der Silbergraue Erdbohrer ist als solitär lebende Art wahrscheinlich nicht in der Lage, die härteren und mit weniger Nahrung durchsetzten Böden der Wälder zu besiedeln, in denen die Arbeitsteilung der Graumull-Kolonien Vorteile bietet. Auf der anderen Seite ist er konkurrenzstärker in den weicheren und kälteren Böden der Höhenlagen, in denen sich die Graumulle wahrscheinlich vor allem aufgrund ihrer weniger effektiven Thermoregulation und anderer Faktoren nicht durchsetzen können.
Außerhalb der Paarungszeit sind die Tiere sehr aggressiv gegen Artgenossen. Das Fortpflanzungsverhalten ist noch recht unzureichend erforscht. Bei den wenigen beobachteten Weibchen dauerte die Trächtigkeit etwa 87 Tage. Pro Wurf wurden 2 bis 3 blinde und nackte Jungtiere (in Ausnahmefällen 1 oder 4) mit einem Gewicht von etwa 7 Gramm geboren. Ein Exemplar lebte zwei Jahre unter menschlicher Aufsicht und dann noch ein Jahr in der Natur.

## Status
Der Silbergraue Erdbohrer wird lokal als Landwirtschaftsschädling bekämpft. Er wird in seiner Heimat auch von Menschen gefangen und gegessen. Da dies keine offensichtlichen Auswirkungen auf den Bestand hat, listet ihn die IUCN als „nicht gefährdet“ (least concern).